# 1996년 하계 올림픽 가이아나 선수단
가이아나는 1996년 7월 25일부터 8월 9일까지 미국 애틀랜타에서 열린 제26회 하계 올림픽에 참가했다.